# Memorie dal bianco e nero
Memorie dal bianco e nero è stato un programma televisivo ideato e condotto da Maurizio Costanzo con la partecipazione di Enrico Vaime che è andato in onda il sabato alle 00.45 per 16 puntate.
All'interno del programma venivano analizzati i generi televisivi e la loro mutazione negli anni evitando, però, sia di sollecitare la nostalgia del telespettatore, sia di mettere a confronto la televisione di ieri o dell'altro ieri con quella di oggi.
Venivano proposti molti spezzoni di programmi intervallati dai commenti e dalla contestualizzazione del conduttore-narratore insieme alle interviste e alle testimonianze di  quanti sono stati protagonisti della lunga storia della televisione.